# Antoine Mazairac

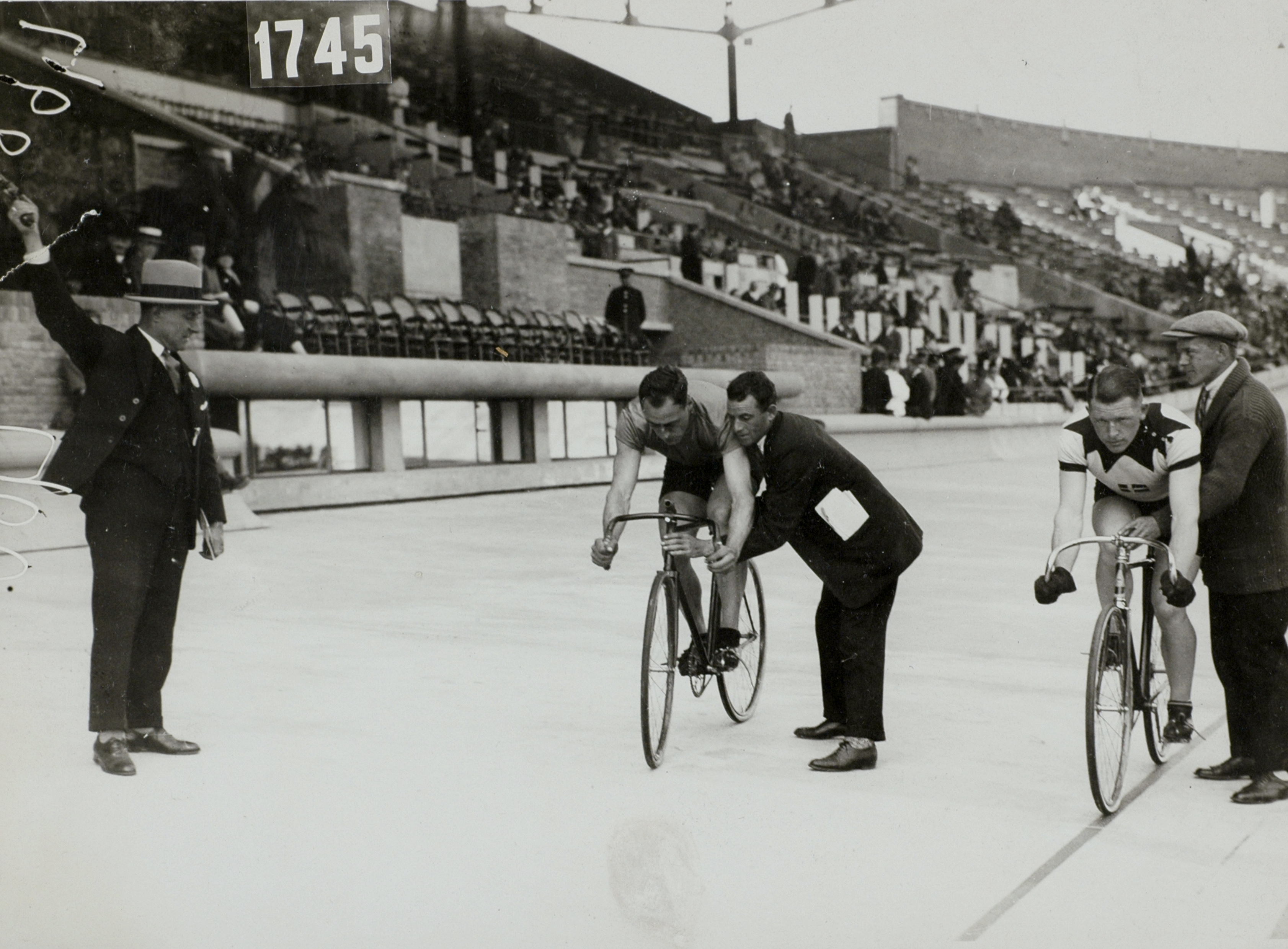
Antoine Mazairac (l.) bei den Olympischen Spielen 1928 in Amsterdam im Sprint-Halbfinale gegen den Dänen Willy Falck Hansen.

Antonius Hendrikus „Antoine“ Mazairac (* 24. Mai 1901 in Roosendaal; † 1. September 1966 in Dortmund) war ein niederländischer Radrennfahrer und Flieger-Weltmeister von 1929.
Antoine Mazairac fand erst mit 16 Jahren zum Radsport, als er noch als Schüler den Rennen auf der Radrennbahn „Raayberg“ in Bergen op Zoom zuschaute. 1921 wurde er erstmals niederländischer Flieger-Meister auf der Bahn. Diesen Erfolg konnte er als Amateur fünfmal wiederholen. International wurde Mazairac zweimal Vize-Weltmeister und einmal WM-Dritter. Zudem gewann er bei den Olympischen Sommerspielen 1928 in Amsterdam die Silbermedaille im Sprint.
Im Jahre 1929 stürzte Mazairac so schwer, dass er den Radrennsport aufgeben wollte. Er startete dann doch zu einem letzten Mal bei Weltmeisterschaften und konnte den Titel erringen.
Nach Abschluss seiner Karriere begann Mazairac eine Lehre in einem Antwerpener Garagenbetrieb, wohin er die Strecke von 40 Kilometern von Bergen op Zoom aus täglich mit dem Fahrrad absolvierte. Er war einige Jahre in seiner Heimatgemeinde in der Verwaltung tätig. Da ihn diese Arbeit nicht ausfüllte machte er sich später in seiner Heimatstadt mit einem Garagenbetrieb selbständig.
Bei einem „Gentleman-Rennen“ in Dortmund stürzte Mazairac im Alter von 65 Jahren schwer und starb an den Folgen.